# Acaena patagonica
Acaena patagonica é uma espécie de rosácea do gênero Acaena, pertencente à família Rosaceae.